# Rhembobius obtusus
Rhembobius obtusus är en stekelart som först beskrevs av Smits van Burgst 1913.  Rhembobius obtusus ingår i släktet Rhembobius och familjen brokparasitsteklar. Inga underarter finns listade i Catalogue of Life.